# ابراهیم یکم
ابراهیم (۵ نوامبر ۱۶۱۵ استانبول – ۱۸ اوت ۱۶۴۸ استانبول) پسر احمد یکم و کوسم سلطان که از سال ۱۶۴۰ تا ۱۶۴۸ سلطان امپراتوری عثمانی بود.
او یکی از مشهورترین سلطان‌های عثمانی بود. بر خلاف اینکه مراد چهارم وصیت کرده بود که پس از مرگش، ابراهیم یکم باید کشته شود، پس از مرگ مراد چهارم، وی در سال ۱۶۴۰ با میانجی کردن کوسم سلطان به سلطنت رسید.
کوسم سلطان به مدت هشت سال برای پسرش ابراهیم یکم نیز نایب السلطنه شد اگر هم رسماً نشده باشد در آن دوران مانند یک نایبه رفتار می‌کرده‌است و تمام تصمیمات دولت را او می‌گرفته‌است ولی سلطان ابراهیم خان با تحریک همسرش تورخان سلطان مادرش را تبعید نمود. از آن موقع دشمنی بین مادر و پسر شدت گرفت. در سال ۱۶۴۸ سپاهیان شورش کردند. از کوسم سلطان برای عزل و به قتل رساندن سلطان ابراهیم خان اجازه گرفتند. سپس پس از اجازه گرفتن از کوسم سلطان در ۱۲ اوت سلطان ابراهیم خان را عزل و سپس در ۱۸ اوت در قصر او را خفه کردند. او را در مسجد ایا صوفیه به خاک سپردند و پسر خردسالش رابه سلطنت نشاندند.

## خانواده
همسران
سلطان ابراهیم دارای هشت خاصگی سلطان بود. او در سال ۱۶۴۷ با هماشاه سلطان ازدواج کرد. همه خاصگی‌های وی روزانه ۱۰۰۰ آسپر دریافت می‌کردند به جز دلاشوب سلطان که ۱۳۰۰ آسپر و هماشاه سلطان که ۲۰۰۰ آسپر دریافت می‌کردند.
- تورخان سلطان، اولین خاصگی، مادر محمد چهارم بود.
- دلآشوب سلطان، دومین خاصگی، مادر سلیمان دوم بود.
- معزز سلطان، سومین خاصگی، مادر احمد دوم بود.
- عایشه سلطان، چهارمین خاصگی
- ماه‌انور سلطان، پنجمین خاصگی
- ساچبال سلطان، ششمین خاصگی
- شویکر سلطان، هفتمین خاصگی
- هماشاه سلطان، هشتمین خاصگی و همسر عقدی.

 پسران 
- محمد چهارم (۲ ژانویه ۱۶۴۲ – ۶ ژانویه ۱۶۹۳)
- سلیمان دوم (۱۵ آوریل ۱۶۴۲ – ۲۲ ژوئن ۱۶۹۱)
- احمد دوم (۲۵ فوریه ۱۶۴۳ – ۶ فوریه ۱۶۹۵)
- شاهزاده مراد (۲۲ مارس ۱۶۴۳ – ۱۶ ژانویه ۱۶۴۵)
- شاهزاده سلیم (۱۶ مارس ۱۶۴۳ – اکتبر ۱۶۶۹)
- شاهزاده عثمان (اوت ۱۶۴۴ – ۱۶۴۶)
- شاهزاده بایزید (۱ می ۱۶۴۶ – اوت ۱۶۴۸)
- شاهزاده جهانگیر (۱۴ دسامبر ۱۶۴۶ – ۱ دسامبر ۱۶۴۸)
- شاهزاده اورخان (اکتبر ۱۶۴۸ – ژانویه ۱۶۵۰)

 دختران 
- فاطمه سلطان (تولد ۱۶۴۲ استانبول – درگذشته ۱۶۸۲ استانبول در مقبره والده تورخان در مسجد ینی والده دفن شد) در سال ۱۶۴۵ با داماد سلاح‌دار یوسف پاشا و در سال ۱۶۴۸ با داماد فاضل پاشا ازدواج کرد.
- گوهرخان سلطان، (تولد ۱۶۴۲ استانبول – درگذشته ۲۱ اکتبر ۱۶۹۴ ادرنه در مسجد شاهزاده دفن شد) در سال ۱۶۴۶ با جفعر پاشا، در سال ۱۶۵۴ با چاوش‌زاده محمد پاشا و در سال ۱۶۹۰ با یوسف پاشا ازدواج کرد.
- بیخان سلطان، (تولد ۱۶۴۵ استانبول – درگذشته ۱۵ دسامبر ۱۷۰۰، استانبول در مقبره سلیمان یکم در مسجد سلیمانیه دفن شد) در سال ۱۶۴۷ با هزارپاره احمد پاشا سپس با اوزان ابراهیم پاشا و در سال ۱۶۹۱ با بیکلی مصطفی پاشا ازدواج کرد
- عاتکه سلطان (تولد ۱۶۴۶ استانبول – درگذشته ۱۶۸۸، استانبول در مقبره ابراهیم یکم در ایاصوفیا دفن شد) در سال ۱۶۵۰ با داماد کنان پاشا و در سال ۱۶۶۰ با داماد اسماعیل پاشا ازدواج کرد.

## نگارخانه

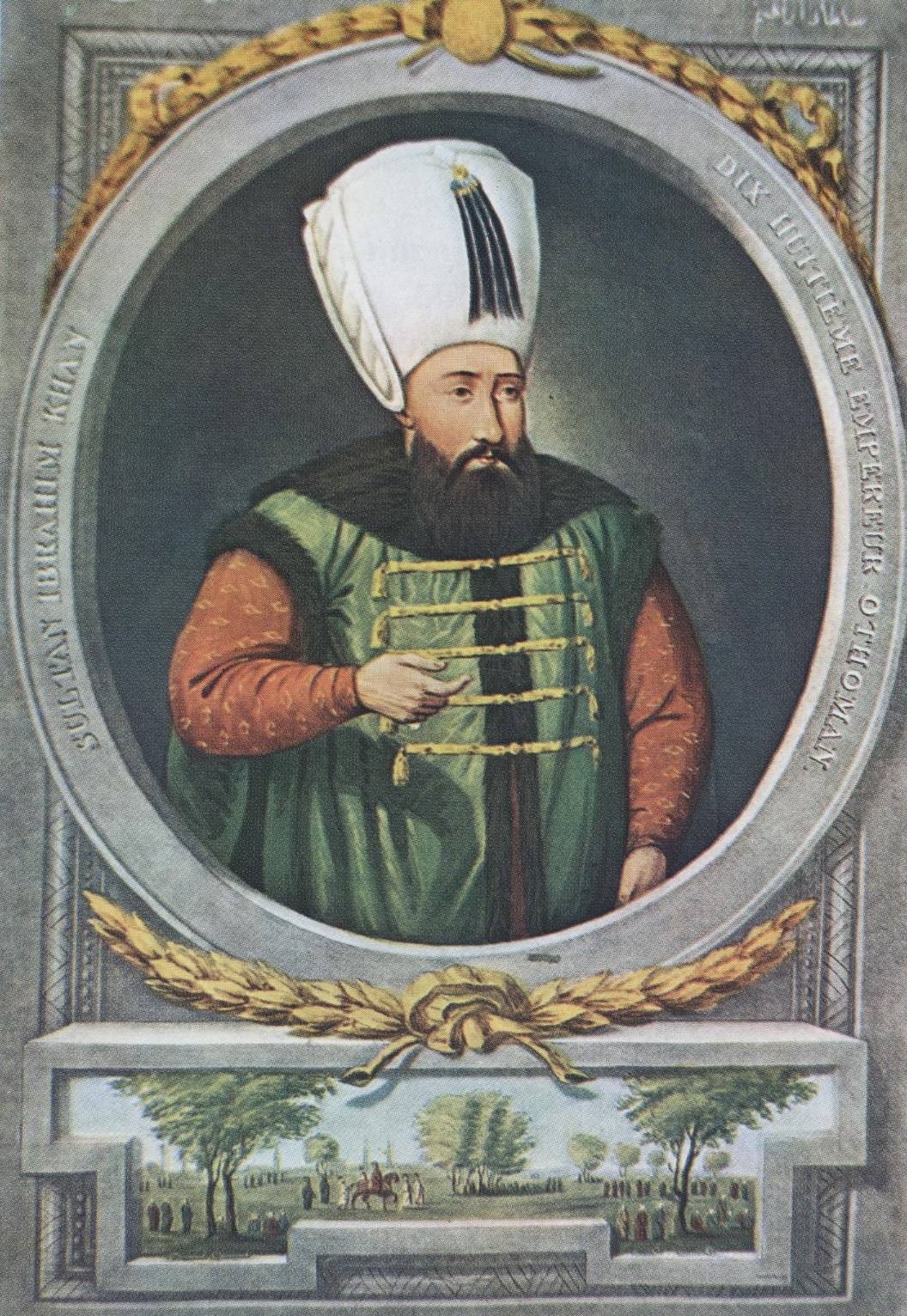
سلطان ابراهیم اول
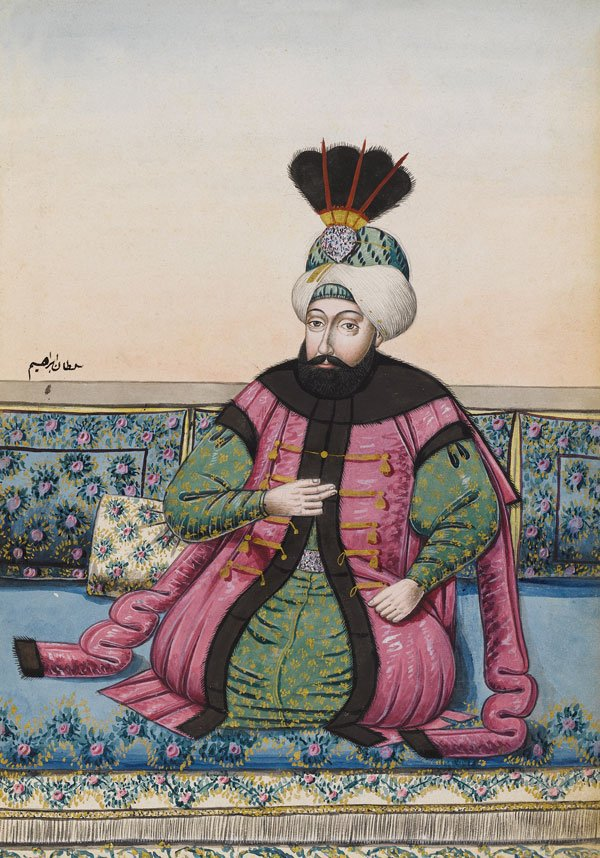
نگاره‌ای از ابراهیم یکم
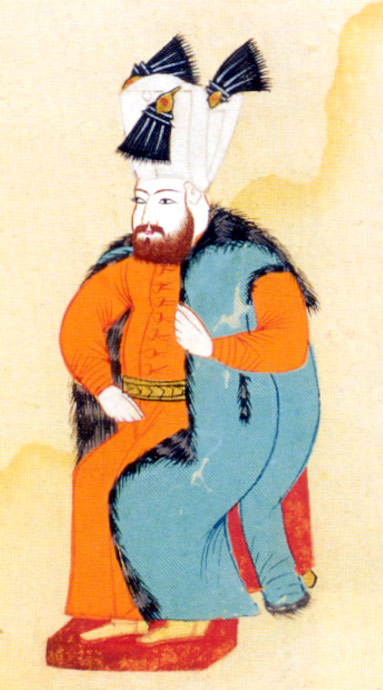
منیاتوری از سلطان ابراهیم خان
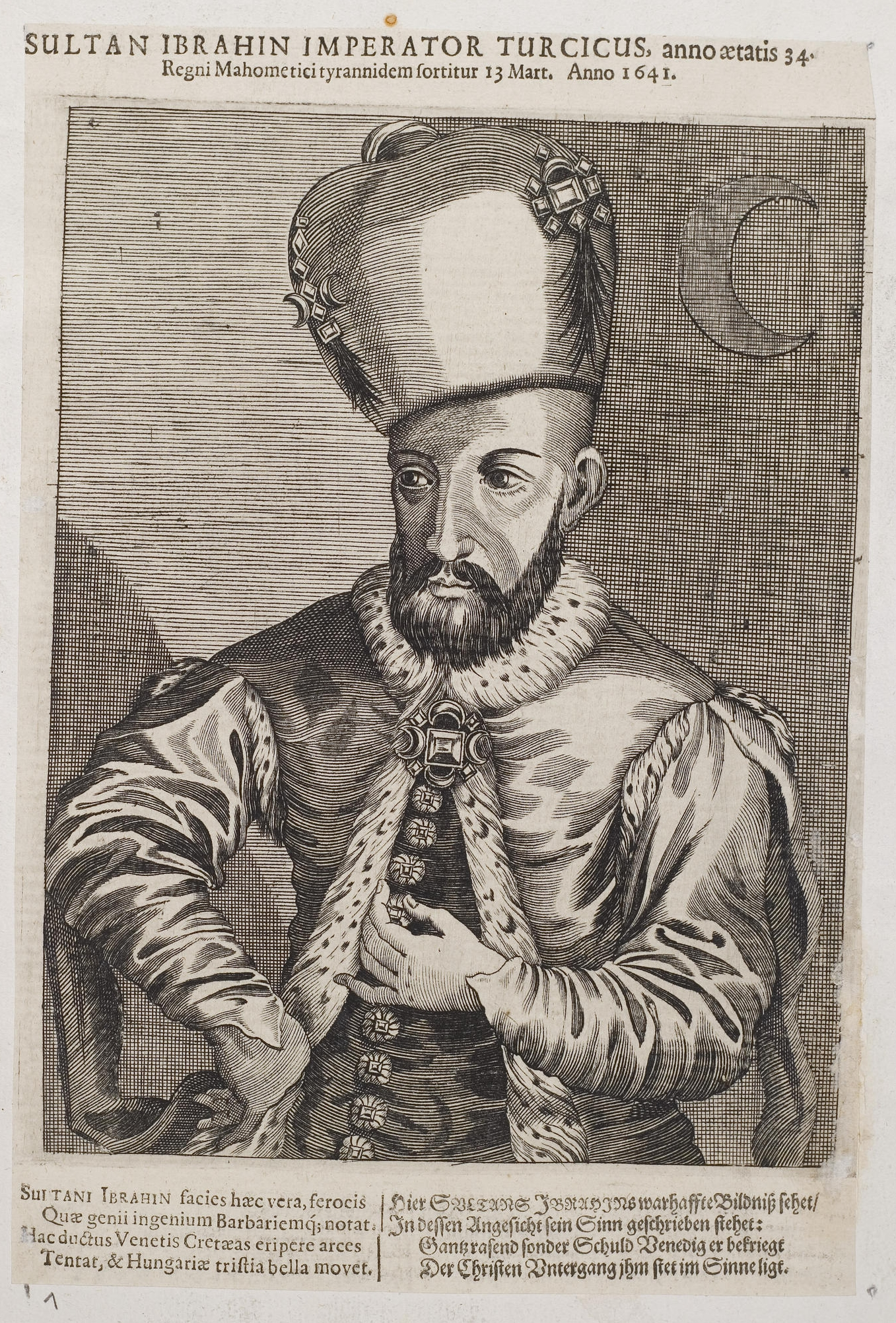
نگاره‌ای از ابراهیم دیوانه
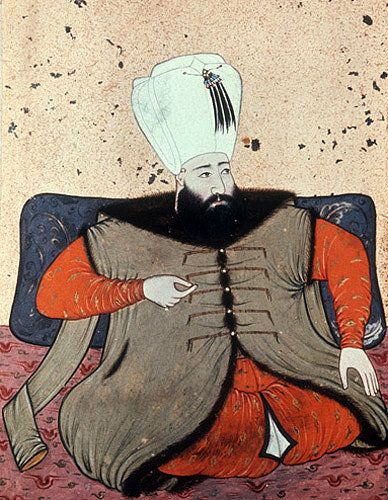
پرتره‌ای از ابراهیم اول
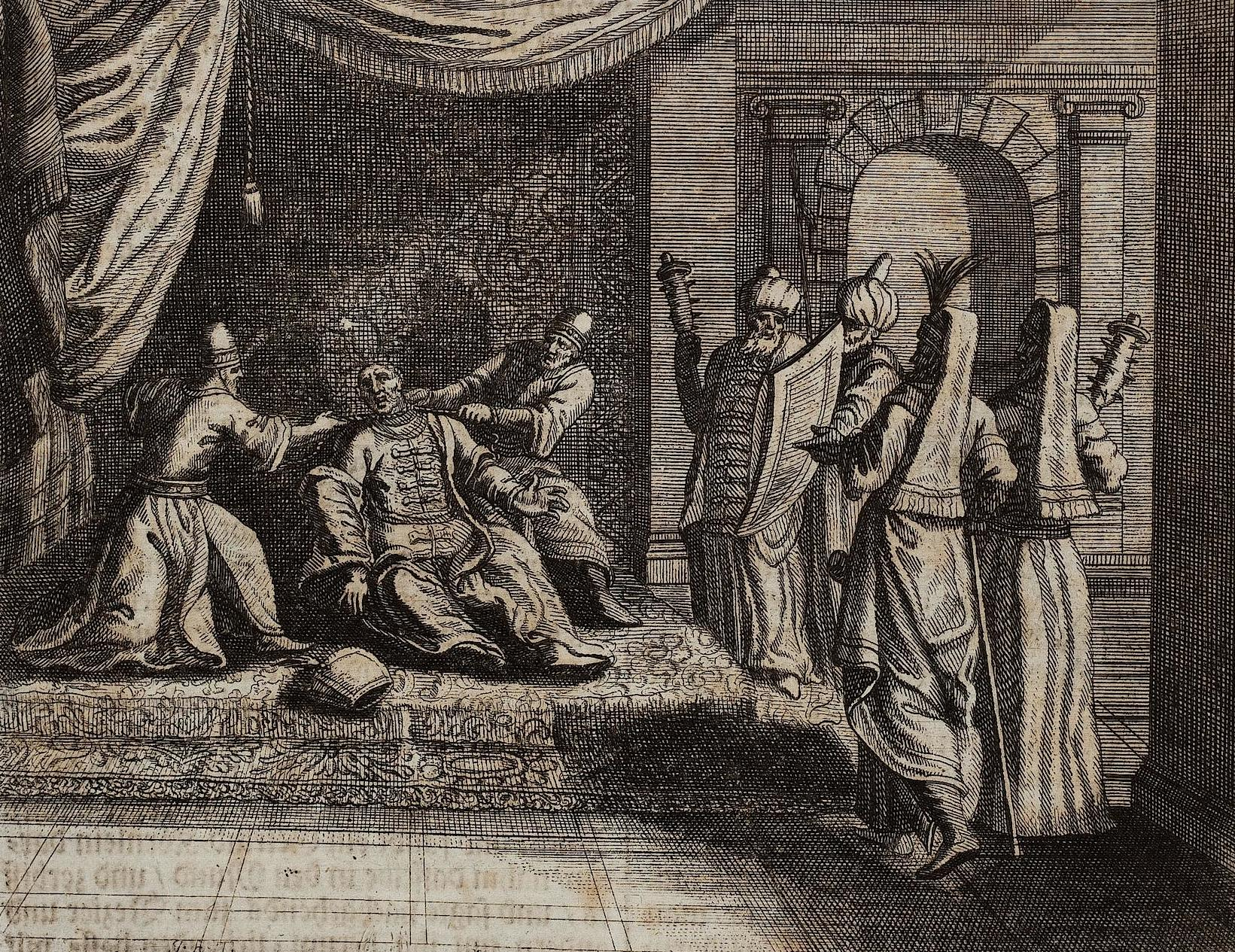
نگاره‌ای از صحنه خفه کردن سلطان ابراهیم خان در کاخ توپقاپی
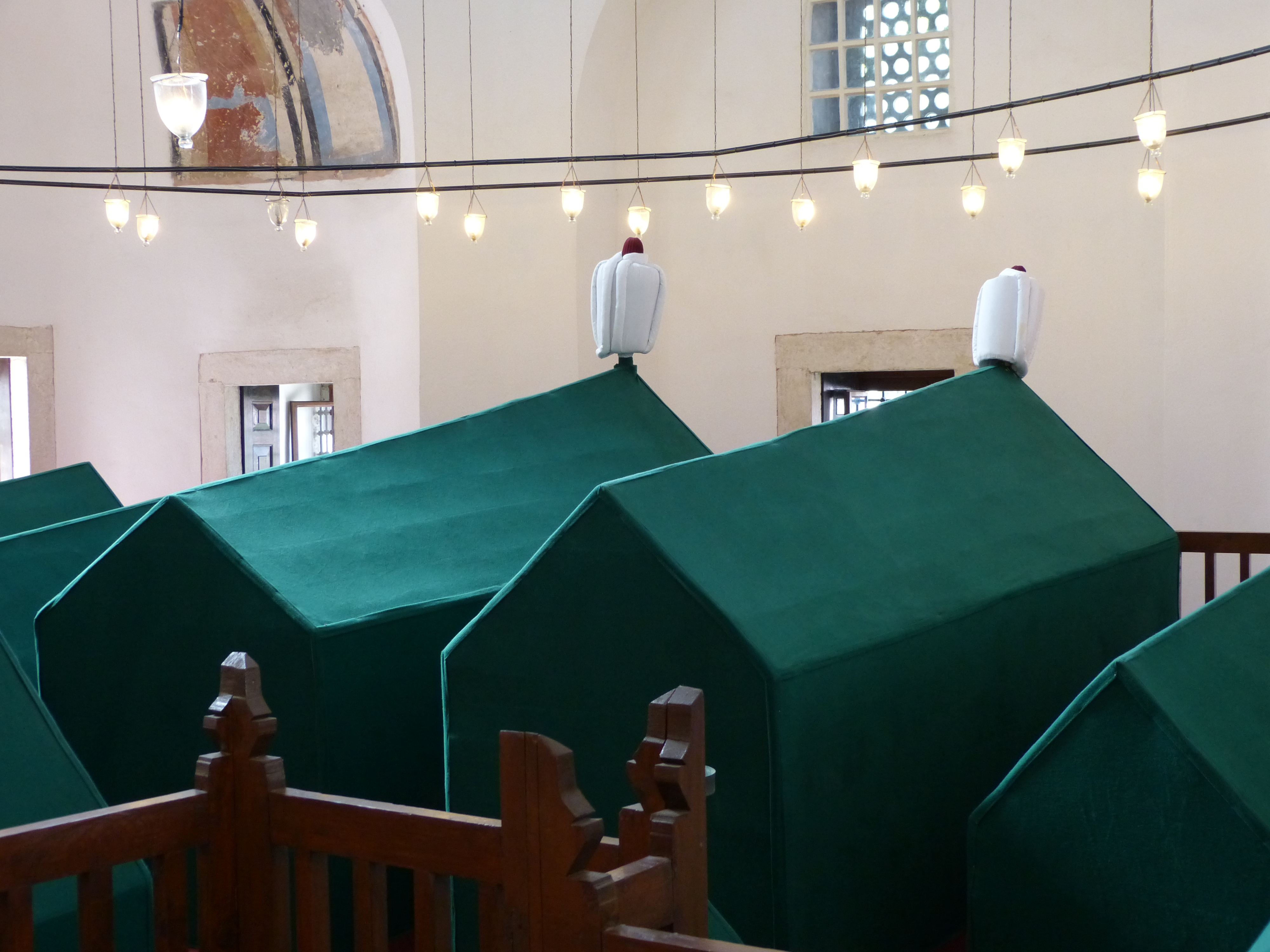
مقبره مصطفی یکم و ابراهیم یکم، مسجد ایاصوفیه، استانبول